# Leocerus fuscus
Leocerus fuscus är en insektsart som beskrevs av Metcalf och Bruner 1948. Leocerus fuscus ingår i släktet Leocerus och familjen Flatidae. Inga underarter finns listade i Catalogue of Life.